# 大堂前地
22°11′37″N 113°32′29″E / 22.1936868°N 113.5413161°E
大堂前地（葡萄牙語：Largo da Sé；俗稱大廟頂），是聖母聖誕堂（俗稱大堂/Sé）前的廣場，位於澳門南灣一小山崗上。可由大堂街通新馬路並與龍嵩街相連，大堂斜巷通南灣大馬路，主敎巷和大堂巷通板樟堂街，板樟堂巷通議事亭前地。
在昔日澳門，大堂與前地位於南灣岸邊的山崗上。前地旁的聖母聖誕堂（即大堂）為天主教澳門教區的主教座堂。現前地已鋪了充滿南歐風情的黑白色石塊磚塊，建有一噴水池與石十字架。該石十字架在數年前曾被颱風所毀。2005年，大堂與大堂前地同被列為世界文化遺產「澳門歷史城區」的一部份。
| 澳門歷史城區 |
| 建築 |
| 媽閣廟 \| 港務局大樓 \| 鄭家大屋 \| 聖老楞佐教堂 \| 聖若瑟修院大樓及聖堂 \| 崗頂劇院 \| 何東圖書館大樓 \| 聖奧斯定教堂 \| 市政署大樓 \| 三街會館（關帝廟） \| 仁慈堂大樓（仁慈堂博物館） \| 大堂（主教座堂） \| 大堂巷七號住宅（盧家大屋） \| 玫瑰聖母堂 \| 大三巴牌坊 \| 哪吒廟 \| 舊城牆遺址 \| 大炮台 \| 聖安多尼教堂（花王堂） \| 東方基金會會址 \| 基督教墳場（包括馬禮遜小教堂） \| 東望洋炮台（包括聖母雪地殿教堂及燈塔）（保育危機） |
| 前地 |
| 媽閣廟前地 \| 亞婆井前地 \| 崗頂前地 \| 議事亭前地 \| 板樟堂前地 \| 大堂前地 \| 耶穌會紀念廣場 \| 賈梅士前地 |
| 区内其他地点及街道 |
| 海事博物館 \| 妈阁斜巷 \| 妈阁街 \| 高楼街 \| 政府總部事務局 \| 聖若瑟教區中學第二、三校 \| 龙嵩正街 \| 亞美打利庇盧大馬路 \| 聖若瑟教區中學第四校 \| 澳門郵政局大樓 \| 聖物寶庫 \| 大三巴街 \| 天主教藝術博物館與墓室 \| 澳門博物館 \| 大炮台山 \| 花王堂街 \| 白鸽巢总站 \| 东望洋山 |